# Екосистемні послуги
Екосистемні послуги — всі корисні блага, які можна отримати від близького сусідства з природою. Від екосистемних послуг прямо залежить задоволення фундаментальних потреб людини.
Екологи-економісти світу розробили методики оцінки вартості того, скільки коштує чисте повітря, красивий краєвид, шелест листя, спів пташок. Ці такі звичні для нас природні блага стають все більш коштовними і бажаними на фоні стрімкого руху життя у місті. Згідно із дослідженнями вчених, повна загальна вартість лісових екосистемних товарів та послуг складає 4,7 трл дол. щорічно, з них повна загальна вартість бореальних лісів (помірного поясу) складає 894 млрд дол. щорічно. Залежно від регіону, вартість послуг гектару лісу зі стабілізації ґрунту коливається від 1,94 до 5,5 млн дол. за тонну. За очищення повітря від твердих дрібнодисперсних речовин (пил, сажа) та шкідливих газів кожне дерево в середньому щорічно вартує 4,16 дол. Для біологічного різноманіття ліс є середовищем існування, 17,5 тис. дол. коштує гектар лісу, якщо рахувати участь птахів у боротьбі з комахами-шкідниками. Цінність послуг з запилення рослин становить від 19,23 тис. дол. до 33,65 тис. дол. на рік.

## Групи екосистемних послуг
- послуги із ресурсозабезпечення
- регулюючі послуги
- культурні та соціальні послуги
- підтримуючі послуги глибинних екосистемних процесів

## Приклад розрахунку екосистемних послуг в Україні

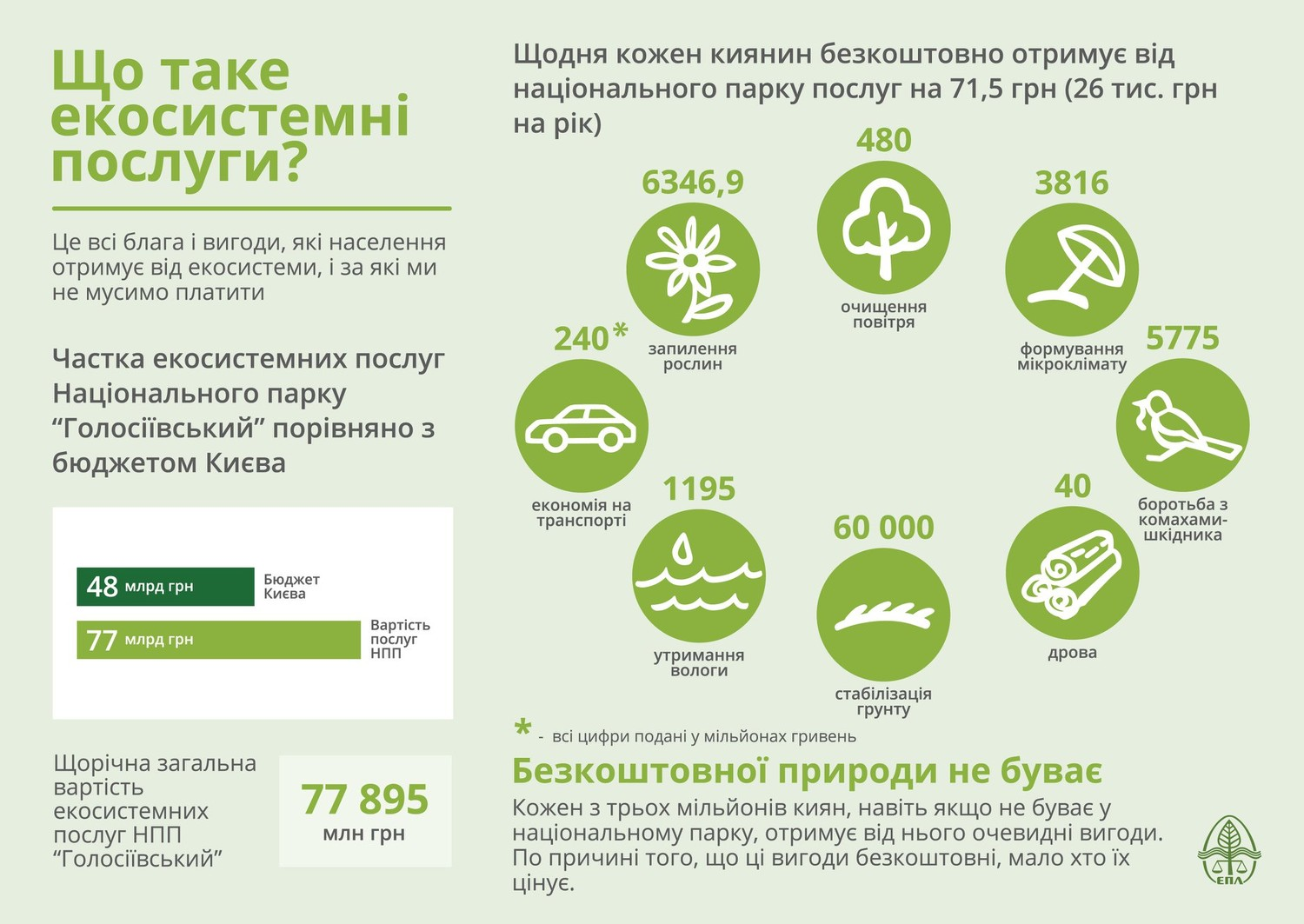
Екосистемні послуги Голосіївського лісу

У 2018 році таке дослідження провели екологи Міжнародної благодійної організації «Екологія-Право-Людина». Дослідження було проведене для Національного природного парку «Голосіївський» та оприлюднене в травні 2018 року. Результатами дослідження стало те, що кожен з трьох мільйонів киян, навіть якщо не буває у національному парку, отримує від нього очевидні власні вигоди, які проходять повз увагу мешканців, зважаючи на те, що платити за такі послуги не потрібно. Якщо спробувати порахувати вартість того, чим завдячуємо лісам Голосіївського нацпарку, то вийде, що кожен мешканець Києва мав би сплачувати щодня близько 70 гривень до державної скарбниці, за роботу, яку дика природа здійснює замість складних технологій. Кияни завдячують цим безкоштовним багатством національному природному парку «Голосіївський».
Обрахунок вартості екосистемних послуг НПП «Голосіївський» був проведений за методиками, які використовуються в інших країнах світу. На жаль, далеко не всі послуги можна хоча б приблизно оцінити в грошовому еквіваленті. Зокрема, можна підрахувати, що національний парк протягом одного року надає такі екосистемні послуги (за мінімальною оцінкою):
- очищення повітря — 480 млн грн;
- стабілізація ґрунту — 60 000 млн грн;
- боротьба із комахами-шкідниками — 5775 млн грн;
- запилення рослин — 6346,9 млн грн;
- рекреація — 240 млн грн;
- охолодження міста влітку, формування мікроклімату — 3816 млн грн;
- деревина (в т ч. дрова) — 40 млн грн.

Загальна вартість екосистемних послуг НПП «Голосіївський» становить щонайменше 76700 млн грн щороку. Щодня кожен киянин безкоштовно отримує від національного парку послуг на 71 грн (25,5 тис. грн на рік). З цього підрахунку видно, що найбільш вартісним ресурсом серед тих, які надає нам ліс, є зовсім не деревина.